# International Invitation Cup
De International Invitation Cup is een internationaal shorttracktoernooi, georganiseerd door de KNSB.
Het doel van de wedstrijd is om Nederlandse rijders hun krachten te laten meten met toprijders uit andere Europese landen. Sinds het seizoen 2007–2008 wordt de wedstrijd jaarlijks gehouden.

## 2007 - Den Haag
Naast uit Nederland namen er aan de eerste editie van het toernooi rijders en rijdsters uit Hongarije, Frankrijk en Groot-Brittannië deel. Vooraf was tijdens een tijdrit bepaalde welke rijders namens Nederland zouden deelnemen. Annita van Doorn was met twee afstandszeges en een Nederlands record op de 500 meter de succesvolste Nederslandse deelnemer. Niels Kerstholt, vooraf al voor het toernooi geselecteerd, kwam in de finale van de 1000 meter als eerste over de streep. In het eindklassement eindigde Nederland zowel bij de heren als bij de dames op de eerste plaats.
| Jaar | Geslacht | Goud      | Zilver    | Brons               |
| ---- | -------- | --------- | --------- | ------------------- |
| 2007 | Mannen   | Nederland | Hongarije | Verenigd Koninkrijk |
| 2007 | Vrouwen  | Nederland | Frankrijk | Hongarije           |

## 2020–21 - Heerenveen
Toen in het seizoen 2020–2021 de wereldbekerwedstrijden niet door konden gaan door de coronapandemie werd er van 4 t/m 6 december 2020 wel een Invitation Cup gehouden in Thialf. Omdat dit een van de weinige shorttrackwedstrijden op de kalender was, kreeg het toernooi meer aandacht dan andere jaren. Itzhak de Laat en Suzanne Schulting wonnen het individuele eindklassement, en plaatsten zich daarmee voor het aankomende Europese kampioenschappen shorttrack 2021. De Nederlandse A-vrouwen versloegen Jong Oranje en Frankrijk in de relay.